# Îlot Hua
L'îlot Hua, (Chinois traditionnel: 花嶼; pinyin: Huā Yǔ; Tongyong pinyin: Hua Yǔ; Pe̍h-ōe-jī: Hoe-sū; littéralement 'îlot des fleurs') est un îlot appartenant au village de Huayu (canton de Wang'an) dans le comté de Penghu à Taïwan. Il est le point le plus à l'ouest des Pescadores. L'îlot fut également nommé « îlot Ouest »; 西嶼). Le phare de Huayu, construit par le Japon, est situé sur une colline au sud-ouest de l'île,.
Des ferries font régulièrement la liaison entre l'îlot Hua, Magong et Wang'an.

## Géographie
L'îlot Hua est le point le plus à l'ouest des Pescadores, situé à 18 km à l'ouest-nord-ouest de l'île Wang'an, à 8 km au nord des îlots Mao (貓 嶼) et à 8,5 km au nord de l'îlot Cao (草 嶼).
L'îlot prend la forme d'un triangle et son point culminant s'élève à 53 mètres au-dessus du niveau de la mer.
La surface de l'îlot est granitique, ce qui le rend géologiquement distinct des autres îles de l'archipel des Pescadores.

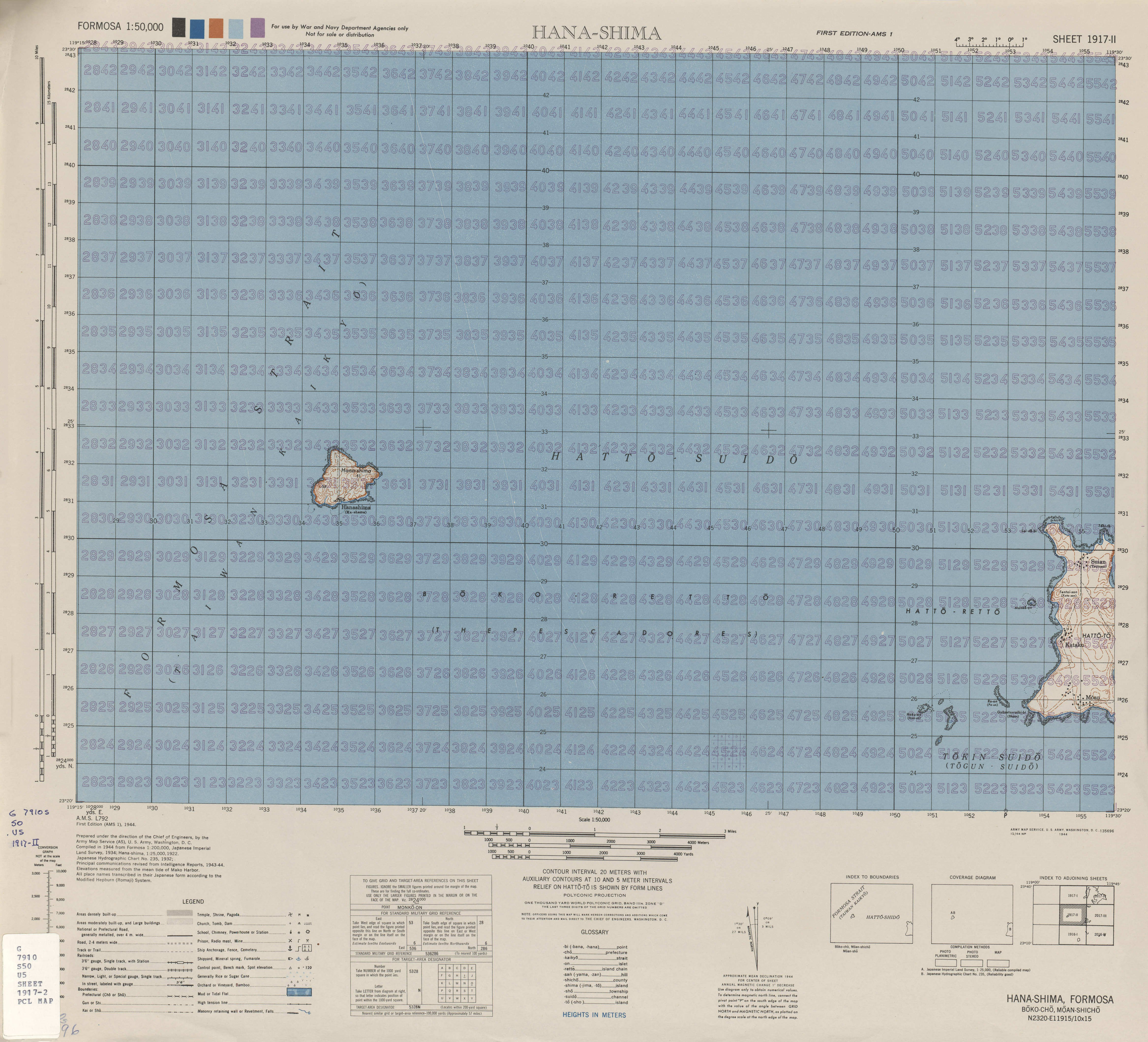
Carte de l'îlot Hua (nommée Hana-shima) et de ses environs (1944).
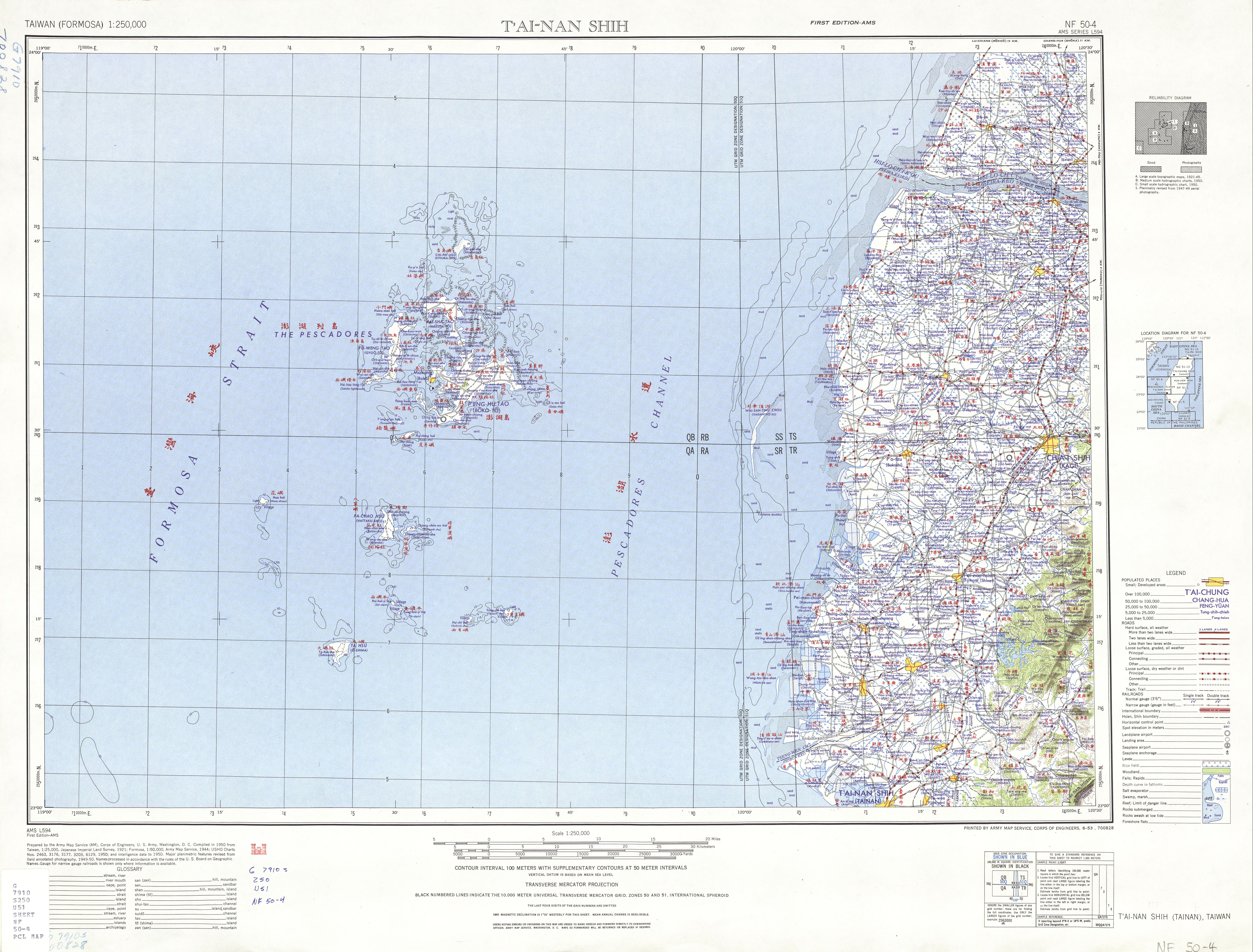
Carte incluant l'îlot Hua (nommé Hua hsü; 花嶼) (1950).

## Histoire
L'île était habitée par des résidents d'ethnie chinoise au cours des années 1700.
Le transfert de Taïwan à la République de Chine eut lieu en 1945. Le village de Huayu fut créé l'année d'après en 1946.
Le 3 décembre 2018, des navires de pêche chinois furent capturés dans les eaux taïwanaises près de l'îlot Hua.
Dans l'après-midi du 5 octobre 2019, un navire en provenance de Chine fut surpris en train de violer les eaux taïwanaises à environ 40 km au nord-ouest de l'îlot Hua. Le navire fut abordé et l'équipage arrêté.